# Trichodura sabroskyi
Trichodura sabroskyi là một loài ruồi trong họ Tachinidae.